# Erythrolamprus ornatus
Erythrolamprus ornatus är en ormart som beskrevs av Garman 1887. Erythrolamprus ornatus ingår i släktet Erythrolamprus och familjen snokar. Inga underarter finns listade i Catalogue of Life.
Denna orm förekommer endemisk på Saint Lucia och på en liten ö (Maria Major) i närheten. Arten lever i låglandet och i kulliga områden upp till 950 meter över havet. Den vistas i torra lövfällande skogar och buskskogar. Erythrolamprus ornatus hittas vanligen nära vattenansamlingar. Honor lägger antagligen ägg.
På huvudön introducerades manguster som troligen har dödad alla exemplar av Erythrolamprus ornatus. På Maria Major finns en liten population kvar. IUCN kategoriserar arten globalt som akut hotad.